# Klauzula rebus sic stantibus
Klauzula rebus sic stantibus (łac. skoro sprawy przybrały taki obrót) – instytucja prawa cywilnego oraz doktryna w prawie traktatów.
W szerszym ujęciu rozumiana jako wszelkie koncepcje czy rozstrzygnięcia ustawowe, mające na celu zmianę pierwotnego stosunku zobowiązaniowego ze względu na nieoczekiwaną zmianę stosunków społecznych, towarzyszących powstawaniu tego zobowiązania.
Występuje również w prawie administracyjnym w związku z  decyzją administracyjną, która wiąże rebus sic stantibus - co jest związane z występowaniem określonych przesłanek faktycznych będących podstawą wydania decyzji administracyjnej, których późniejszy brak powoduje zaprzestanie istnienia przesłanek będących podstawą decyzji i w konsekwencji bezprzedmiotowość decyzji.

## Prawo międzynarodowe publiczne
W  prawie międzynarodowym publicznym rozumiana jako zastrzeżenie, zgodnie z którym zawarty traktat może być wypowiedziany, gdy zajdą niespodziewane okoliczności, zmieniające jego wymowę w momencie zawarcia.
Jakkolwiek klauzula ta stanowi zagrożenie dla bezpieczeństwa zawartej umowy międzynarodowej, to jej jednostronne wypowiedzenie jest niedopuszczalne.
Zasadę tę opisuje art. 62 konwencji wiedeńskiej o prawie traktatów. Jej różne wykładnie dają orzecznictwa poszczególnych sądów krajowych.

## Prawo cywilne
W ujęciu cywilistycznym jest to instytucja prawna, która pozwala stronom umowy na sądową zmianę pierwotnego zobowiązania wynikającego z tej umowy, w przypadku nadzwyczajnej zmiany stosunków społecznych.
Aby zastosować klauzulę rebus sic stantibus, muszą zaistnieć wszystkie następujące przesłanki:
- nastąpi nadzwyczajna zmiana stosunków,
- zmiana ta powoduje nadmierne trudności w spełnieniu świadczenia albo grozi jednej ze stron rażącą stratą,
- strony nie przewidywały wpływu nadzwyczajnej zmiany stosunków na zobowiązanie, przy czym istotny jest brak przewidzenia nie tyle samej zmiany stosunków, co jej wpływu na zobowiązanie.

Nadzwyczajna zmiana stosunków może mieć charakter bądź naturalny (np. powódź, niezwykle surowa zima), bądź też być wywołana czynnikiem ludzkim (np. wojna, strajk, zamieszki).
W przypadku zajścia powyższych przesłanek, sąd jest władny:
- oznaczyć sposób wykonania zobowiązania (w szczególności wyznaczyć nowy termin czy miejsce świadczenia),
- zmienić wysokość świadczenia każdej ze stron,
- rozwiązać umowę.

Klauzula rebus sic stantibus została wprowadzona do Kodeksu cywilnego ustawą z dnia 28 lipca 1990 r. Uregulowana została w art. 3571.